# دردار متعدد التوالد
دردار متعدد التوالد (الاسم العلمي: Ulmus polygama) هو نوع نباتي يتبع جنس الدردار من فصيلة الدردارية.